# Lynch.
lynch. – japoński metalowy zespół nagoya kei założony w 2004 roku. Od początku należy do niezależnej wytwórni Marginal Works. 11 października 2007 roku zespół podpisał kontrakt z CLJ Records, europejską wytwórnią poświęconą promowaniu japońskich artystów rockowych za granicą. Koncepcją zespołu jest "połączenie ciężkiej muzyki z pięknymi melodiami".
W listopadzie 2016 r. zespół zapowiedział zawieszenie działalności, które spowodowane było aresztowaniem basisty.

## Historia
Zespół został założony w 2004 roku przez Hazukiego (ex-Deathgaze), Reo i Asanao w Nagoi. Z Yukino jako wspierającym basistą wydali swój pierwszy album z wytwórnią Marginal Works oraz koncertowali w kraju. W 2006 roku Yusuke dołączył jako drugi gitarzysta. 27 maja 2009 roku ogłosili za pośrednictwem oficjalnej strony, że wydali czwarty album "Shadows", który ukazał się 8 lipca 2009 roku.
W lipcu 2010 roku zespół ogłosił, że dołączy do wielkiej wytwórni, chociaż nazwa tej wytwórni nie została określona. We wrześniu 2010 grupa rozpoczęła swoją ostatnią trasę z poprzednią wytwórnią. Trasa była zatytułowana "The Judgement Days" i trwała do grudnia. W tydzień po zakończeniu trasy, zespół świętował swoją szóstą rocznicę.
Zespół ogłosił, że Hazuki nie będzie uczestniczyć w "The Judgement Days" Last Indies Tour z powodu zdiagnozowano "ostrego zapalenia gardła i krtani, któremu towarzyszy obrzęk strun głosowych", będzie jednak kontynuować trasę, ale bez Hazukiego.

## Członkowie

### Obecni
- Hazuki (jap. 葉月) – wokal, gitara basowa
- Reo (jap. 玲央) – gitara prowadząca
- Yūsuke (jap. 悠介) – gitara rytmiczna
- Akinori (jap. 明徳) – gitara basowa (2010-2016, od 2018)
- Asanao (jap. 晁直) – perkusja

### Byli
- Junji (jap. 淳児) – gitara basowa (wsparcie)
- Yukino (jap. ゆきの) – gitara basowa (wsparcie)
- Hikaru (jap. 光輝) – gitara basowa (wsparcie)

## Dyskografia

### Albumy
- Greedy Dead Souls (20 kwietnia 2005)
- The Avoided Sun (25 kwietnia 2007)
- The Buried (7 listopada 2007)
- SHADOWS (8 lipca 2009)
- I BELIEVE IN ME (1 czerwca 2011)
- INFERIORITY COMPLEX (6 czerwca 2012)
- GALLOWS (9 kwietnia 2014)
- D.A.R.K. -In the name of evil- (7 października 2015)
- AVANTGARDE (14 września 2016)
- XIII (11 lipca 2018)
- ULTIMA (18 marca 2020)
- REBORN (1 marca 2023)

### Minialbumy
- Underneath the Skin (16 listopada 2005)
- EXODUS-EP (14 sierpnia 2013)
- SINNERS-EP (31 maja 2017)

### Single
- underneath the skin (16 listopada 2005)
- a grateful shit (20 lipca 2006)
- roaring in the dark (15 listopada 2006)
- enemy (13 grudnia 2006)
- forgiven (17 stycznia 2007)
- Adore (8 kwietnia 2008)
- Ambivalent Ideal (15 października 2008)
- A GLEAM IN EYE (28 kwietnia 2010)
- JUDGEMENT (22 września 2010)
- MIRRORS (9 listopada 2011)
- LIGHTNING (24 października 2012)
- BALLAD (20 lutego 2013)
- ANATHEMA (14 czerwca 2013)
- EVOKE (5 sierpnia 2015)
- ETERNITY (2 września 2015)
- BLØOD THIRSTY CREATURE (8 listopada 2017)

### Wideo
- Official Bootleg (23 lutego 2008)

### Live
- Toward The Avoided Sunrise Final Live @ Shibuya 0–West (2 lipca 2007)
- The Diffusing Ideal Live @ Liquid Room (24 października 2008)
- The Shadow Impulse Final Live @ Akasaka Blitz (6 września 2009)